# Піттсфілд (Мен)
Піттсфілд (англ. Pittsfield) — місто (англ. town) в США, в окрузі Сомерсет штату Мен. Населення — 3908 осіб (2020).

## Демографія
Згідно з переписом 2010 року, у місті мешкало 4215 осіб у 1639 домогосподарствах у складі 1095 родин. Було 1828 помешкань
Расовий склад населення:
| - 94,4 % — білих - 2,6 % — азіатів - 0,7 % — чорних або афроамериканців - 0,2 % — корінних американців - 0,1 % — вихідців з тихоокеанських островів |

До двох чи більше рас належало 1,8 %. Частка іспаномовних становила 2,3 % від усіх жителів.
За віковим діапазоном населення розподілялося таким чином: 24,2 % — особи молодші 18 років, 60,9 % — особи у віці 18—64 років, 14,9 % — особи у віці 65 років та старші. Медіана віку мешканця становила 40,2 року. На 100 осіб жіночої статі у місті припадало 92,5 чоловіків;  на 100 жінок у віці від 18 років та старших — 89,4 чоловіків також старших 18 років.
Середній дохід на одне домашнє господарство  становив 53 183 долари США (медіана — 47 083), а середній дохід на одну сім'ю — 61 170 доларів (медіана — 56 908). Медіана доходів становила 42 024 долари для чоловіків та 31 211 долар для жінок. За межею бідності перебувало 15,8 % осіб, у тому числі 25,7 % дітей у віці до 18 років та 13,8 % осіб у віці 65 років та старших.
Цивільне працевлаштоване населення становило 1796 осіб. Основні галузі зайнятості: освіта, охорона здоров'я та соціальна допомога — 30,5 %, роздрібна торгівля — 20,5 %, виробництво — 13,8 %.